# Estrid Bjørnsdotter
Estrid ou Elrid Bjørnsdotter également nommée Estrid Byrdasvend (fl. XIIe siècle) est une noble norvégienne qui épouse le roi  Magnus V de Norvège.

## Biographie
Estrid ou Eldrid Bjørnsdatter est la fille de Bjarne Byrdarsvein et Rangrid Guttormsdatter. Sa mère issue de la puissante famille de Rein dans la Trondelag est la demi-sœur de Bård Guttormsson et une  descendante de Sigurd Syr. Estrid est veuve de Tore Skinnfeld lorsqu'elle épouse le roi Magnus V de Norvège en 1170, et devient de ce fait reine de Norvège.

## Postérité
Estrid Bjørnsdotter et Magnus V ont trois filles légitimes :
- Christina, mariée en 1208 avec Hreidar Sendemand, un des chefs du parti Bagler ;
- Ingeborg, mariée en 1204 avec Peter Støyper, fils d'une sœur du roi Sverre Sigurdsson et morte en 1213 ;
- Magareta, mariée en 1206 avec Philippe de Vegin.

## Source primaire
- (en) Sagas of the Norse Kings, Everyman's Library: Livre XVII « Magnus Erlingson » p. 321.